# Lino Dinetto
Lino Dinetto (Este, 1 de setiembre de 1927) es un pintor italiano que realizó importantes obras en iglesias en Italia y Uruguay.

## Biografía

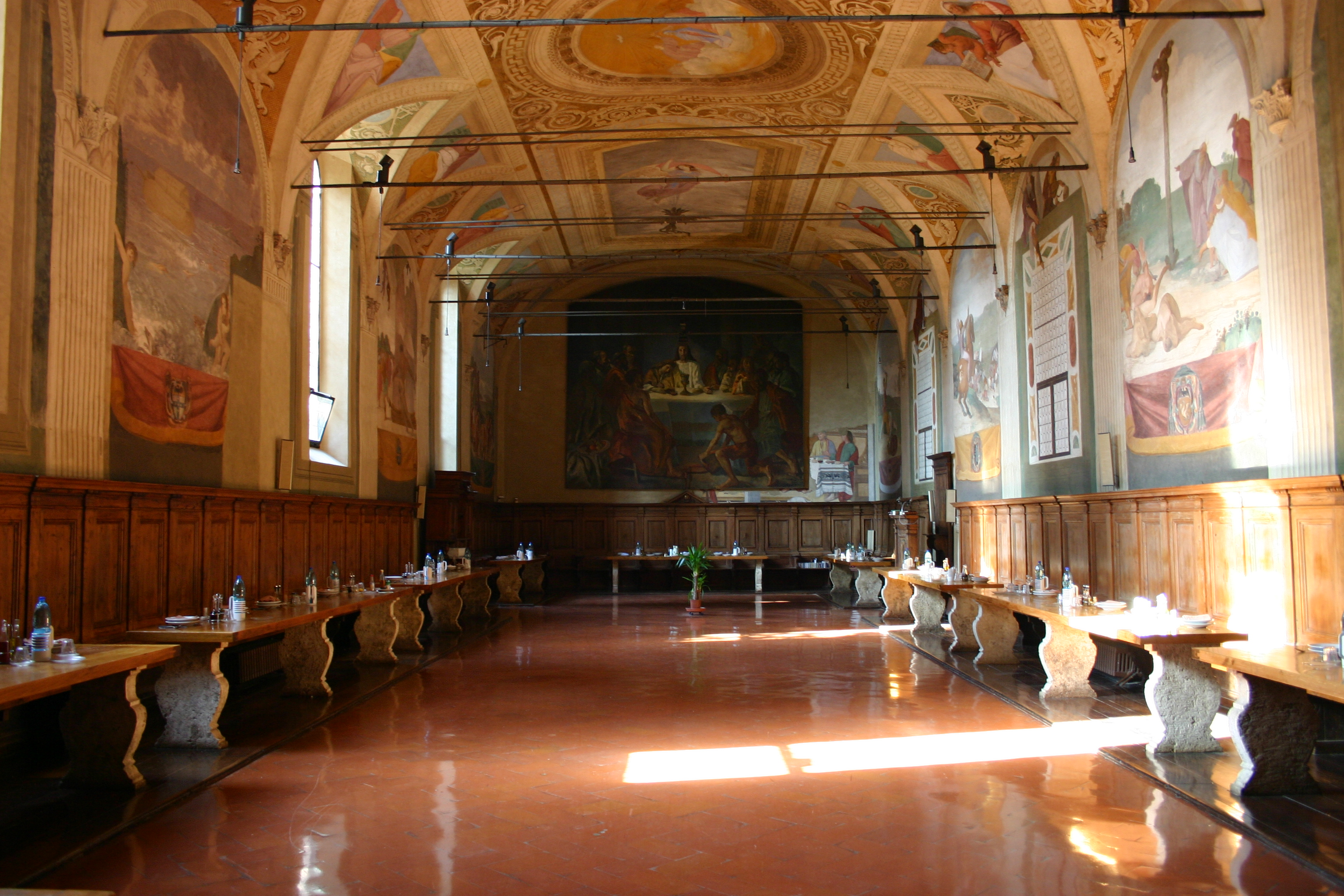
Refectorio de la Abadía territorial de Monte Oliveto Maggiore; al fondo se encuentra una pintura de la última cena de Cristo pintada por Lino Dinetto.

Nacido en Citta d'Este, se trasladó luego a Brera teniendo quince años, donde completó los estudios. Participó en exposiciones colectivas desde 1944 y su primera muestra individual la hizo en Siena en 1949. En 1948 realizó una pintura de "La última cena" que se encuentra en la Abadía de Monte Olivetto Maggiore.
En 1951 se trasladó a Uruguay donde ejerció la docencia durante diez años en el Instituto de Bellas Artes de San Francisco de Asís.
Su obra fue declarada "Patrimonio Histórico Nacional" en 2004.

## Obras
- 1951 - "Gloria de San José" en la Catedral Basílica de San José de Mayo (Uruguay)
- 1948 - "La Última Cena" en la Abadía de Monte Olivetto Maggiore

## Premios
- 1959 - Gran Premio en la Exposición Internacional de Pintura. Punta del Este, Uruguay
- 1947 - Premio Cittá d'Este